# Allomnesia
L'allomnesia è un disturbo della memoria, che comporta il ricordo falsato di un evento o di una situazione passata. È in generale un fenomeno quasi fisiologico, che si riscontra occasionalmente nella maggior parte dei soggetti.
Come patologia, può invece riscontrarsi in modo frequente nelle persone soggette a disturbi dell'umore, come la depressione o la mania, ovvero in chi è afflitto da schizofrenia, paranoia, o altre forme di delirio.